# Energía (canción de Camila)
«Energía» es una canción interpretada por el dúo de pop mexicano Camila, este fue el cuarto y último sencillo oficial de su cuarto álbum de estudio Hacia adentro, lanzado dos semanas después el 25 de abril de 2019 a través de la discográfica Sony Music-

## Antecedentes y composición
Mario Domm sobre este tema en el Track by Track del álbum diciendo: "Habla sobre una persona que siempre vera por la felicidad de sus hijos y su familia en general.

## Video musical
El sencillo cuenta con dos videos musical divididos y que fue filmado por los mismos integrantes.